# تشاك برودسكي
تشاك برودسكي (بالإنجليزية: Chuck Brodsky)‏ هو ملحن ومغني ومغن مؤلف أمريكي، ولد في 20 مايو 1960 في فيلادلفيا في الولايات المتحدة.

## وصلات خارجية
- الموقع الرسمي
- تشاك برودسكي على موقع IMDb (الإنجليزية)
- تشاك برودسكي على موقع ميوزك برينز (الإنجليزية)
- تشاك برودسكي على موقع أول ميوزيك (الإنجليزية)
- تشاك برودسكي على موقع ديسكوغز (الإنجليزية)